# Mafalda de Portugal i de Barcelona
Mafalda de Portugal i de Barcelona (ca. 1208 - Amarante, Regne de Portugal, 1256) fou infanta de Portugal i reina consort de Castella (1215-1216). Va ser coneguda, per la seva vida religiosa, com a Mafalda la Vencedora. És venerada com a beata per l'Església catòlica, tot i que és coneguda popularment com a Santa Mafalda.

## Orígens familiars
Filla del rei de Portugal Sanç I i de la seva muller Dolça de Barcelona, i germana per tant del rei Alfons II de Portugal i de Teresa i Sança.

## Núpcies
El 1215 es va casar amb Enric I de Castella, però per la gran joventut dels dos el matrimoni no fou consumat i el papa Innocenci III l'anul·là l'any següent.

## Vida política
A la mort de Sanç I de Portugal, Mafalda havia de rebre, segons les disposicions testamentàries del pare, el castell de Seia, amb la porció restant del terme municipal, i de totes les rendes produïdes allà, podent utilitzar el títol de reina.
Això va generar una lluita amb el seu germà Alfons II de Portugal, que desitjant centralitzar el poder, va obstaculitzar la princesa-reina per rebre els títols i els drets que tenia. De fet Alfons II va témer que això mateix podria passar amb les seves altres germanes, Sança i Teresa i, per tant, als eventuals hereus d'aquestes creant així un problema de sobirania del rei de Portugal i que gairebé podria dividir el país.
Una bona part dels nobles portuguesos es van posar a favor de Mafalda i les seves germanes contra Alfons, però aquests van acabant sent derrotats. A la mort d'Alfons II, el seu fill Sanç II de Portugal va concedir a les seves ties algunes terres i castells però les va fer renunciar al títol de princeses-reines de Portugal per arribar a la pau definitiva el 1223.

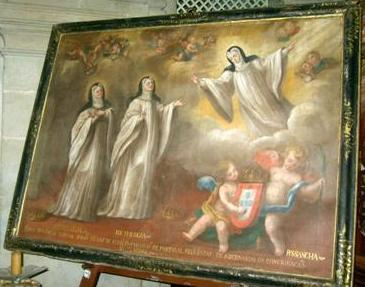
Quadre anònim del s. XVIII amb les beates Sança (al cel), Teresa (al centre) i Mafalda de Portugal (Monestir de Lorvão)
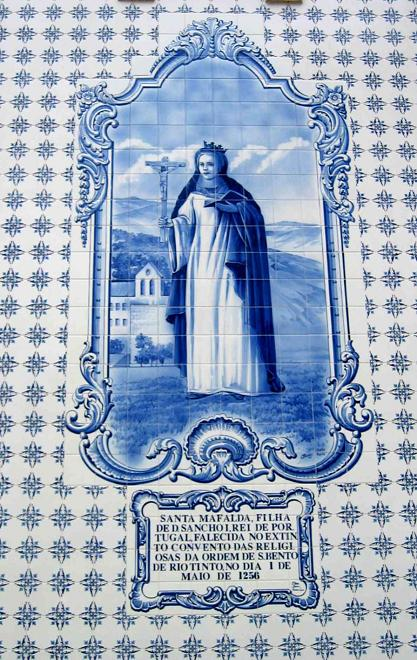
Plafó de rajola a l'església de Rio Tinto, amb la beata
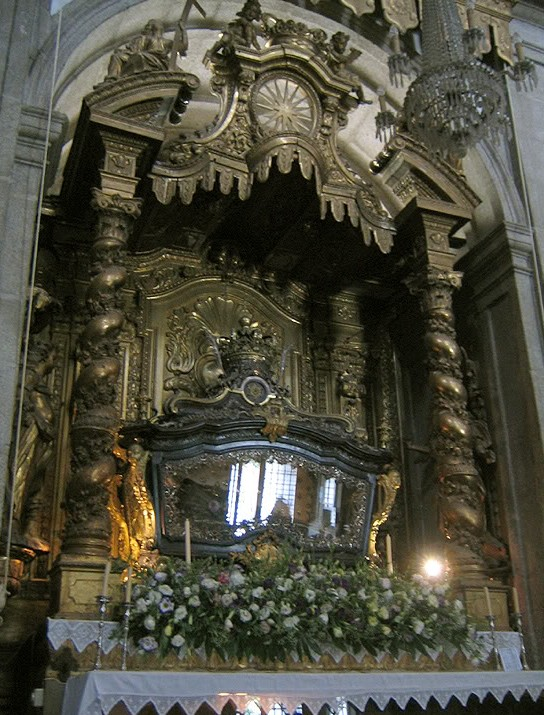
Altar i túmul amb el cos de la beata, al monestir d'Arouca

## Vida religiosa
Finalment Mafalda, així com les seves germanes, es feu monja cistercenca. Quan va tornar a Portugal el 1220, visqué al monestir de Lorvão i allí preparà la introducció de la regla del Cister al monestir benedictí de Sant Benet d'Arouca, que li havia donat Alfons II. Hi visqué la resta de la seva vida. L'1 de maig de 1256 Mafalda morí al monestir de Rio Tinto, a Amarante. Quan el seu cos va ser traslladat a Arouca, on és enterrada, el trobaren incorrupte, cosa que generar una forta devoció entorn de la infanta portuguesa.
El 27 de juny de 1793 va ser beatificada pel Papa Pius VI, acompanyant així a les seves germanes Teresa i Sança, ja declarades beates des de l'inici del segle xviii. La seva festivitat era celebrada el dia 2 de maig per l'Església Catòlica, ara l'1 de maig.